# Fernando Alejandre Martínez
Fernando Alejandre Martínez (Madrid, 1956) és un militar espanyol de l'Exèrcit de Terra, amb ocupació de general d'exèrcit, que actualment ocupa la prefectura de l'Estat Major de la Defensa des del seu nomenament el 24 de març de 2017. Va prendre possessió d'aquest càrrec el 28 de març de 2017.

## Biografia
Nascut a Madrid en 1956, va seguir estudis militars a l'Acadèmia General Militar de l'Exèrcit de Saragossa. Va obtenir l'ocupació de tinent d'enginyers en 1979. Està casat i és pare de tres fills (dos d'ells també militars de l'Exèrcit de Terra). Des de 2014 també és avi.

## Trajectòria
Va començar la seva carrera militar prestant serveis en el Batalló Mixt d'Enginyers Paracaigudistes de l'Exèrcit de Terra. Va estar al capdavant de la Companyia de Sapadors Paracaigudistes. En 1991, es va trobar entre els militars d'enllaç desplaçats a la base turca de Incirlik per organitzar el desplegament d'un contingent espanyol que va prestar ajuda humanitària en el nord d'Iraq durant la Guerra del Golf. Va tornar a la Brigada Paracaigudista, abans de passar a l'Escola de Guerra de l'Exèrcit (en aquell moment Escola d'Estat Major) per impartir classes de tàctica. Durant 1994, de nou en l'exterior, va rebre el comandament dels Enginyers de l'Agrupació Tàctica Espanyola enviada a Bòsnia i Hercegovina. Després de rebre l'ocupació de tinent coronel, va ocupar la prefectura d'Estat Major del Comandament d'Enginyers de l'Exèrcit de Terra i, ja convertit en oficial de l'Estat Major, va ser destinat al Centre d'Operacions Terrestres de la Divisió d'Operacions de l'Estat Major de l'Exèrcit de Terra. Posteriorment va estar al capdavant de la Secció d'Operacions de la Caserna General de la Força d'Acció Ràpida. Ascendit a coronel, va rebre el comandament del Regiment de Pontoners i Especialitats d'Enginyers número 12, amb aquarterament a la ciutat de Saragossa, abans de ser designat assessor militar al Ministeri d'Afers exteriors en l'època en què Miguel Ángel Moratinos va ser titular d'aquest departament. Durant 2003, va ocupar la direcció del Centre d'Operacions Conjuntes de KFOR en la base ‘Film City’, situada a Pristina.

## Generalat
L'any 2010, promogut a general de brigada, va ser nomenat cap de la Divisió d'Operacions de l'Estat Major de l'Exèrcit de Terra. Dos anys després, ja com general de divisió va ser enviat a la Caserna General Militar Aliat en Europa de l'OTAN (SHAPE) com a segon cap d'Estat Major per a Recursos. En octubre de 2015, ascendit a tinent general, va ser destinat a la base de Brunssum (Països Baixos) com a segon cap del Comandament de la Força Conjunta de l'OTAN. Aquest càrrec era el de major rang de l'OTAN ocupat per un militar espanyol en aquell moment.
El general Alejandre Martínez ha realitzat cursos en l'Acadèmia d'Enginyers de l'Exèrcit dels Estats Units i en el Col·legi de Defensa de l'OTAN. Va cessar en aquesta destinació el 24 de març de 2017, en anunciar-se que seria designat cap de l'Estat Major de la Defensa.

## Jemad
El 24 de març de 2017 es va convertir en Jemad, cap d'Estat Major de la Defensa, el màxim comandament militar en l'escalafó a Espanya. Es va mantenir en el càrrec durant el final del govern de Mariano Rajoy i el primer govern de Pedro Sánchez i va ser cessat el 15 de gener de 2020 en substitució del general Miguel Ángel Villarroya Vilalta.

## Condecoracions
- Gran Creu al Mèrit Militar (Distintiu Blanc).
- Gran Creu de la Reial i Militar Orde de Sant Hermenegild.
- Placa de la Reial i Militar Orde de Sant Hermenegild.
- Encomana de la Reial i Militar Orde de Sant Hermenegild.
- Creu de la Reial i Militar Orde de Sant Hermenegild.
- Creu al Mèrit Militar (Distintiu Blanc). Set cops.
- Medalla de Patiments per la Pàtria (Ferits o Lesionats en Temps de Pau).
- Medalla de les Nacions Unides (Força de Protecció a Croàcia i Bòsnia i Hercegovina).
- Medalla del Servei Meritori dels Estats Units d'Amèrica.
- Medalla OTAN (Operacions No-Article 5 als Balcans).
- Creu de Cavaller de la Reial i Americana Orde d'Isabel la Catòlica.
- Creu de l'Orde al Mèrit de la Guàrdia Civil (Distintiu Blanc).
- Legió del Mèrit (Estats Units d'Amèrica).

Distintius
- Distintiu de Paracaidista (Espanya).
- Distintiu de Permanència en Forces Paracaigudistes de l'Exèrcit de Terra (Espanya).
- Distintiu de Permanència en l'Estat Major de l'Exèrcit de Terra (Espanya).
- Distintiu Bàsic de Paracaigudista de l'Exèrcit (Estats Units).
- Distintiu de l'Acadèmia d'Enginyers de l'Exèrcit (Estats Units).
- Distintiu de la Caserna General Militar Aliada a Europa (OTAN).
- Distintiu de la Caserna del Comandament de la Força Conjunta de l'OTAN a Brunssum.
- Distintiu de Funció de l'Estat Major de la Defensa (Espanya).